# Strajk w Wyższej Szkole Inżynierskiej w Radomiu
Strajk w Wyższej Szkole Inżynierskiej w Radomiu – strajk okupacyjny w Wyższej Szkole Inżynierskiej w Radomiu, trwający od 26 października 1981 do czasu wybuchu stanu wojennego w Polsce 13 grudnia tego samego roku. Jego 49-dniowy okres trwania uczynił go najdłuższym ze wszystkich dotychczasowych strajków okresu PRL.
Powodem do rozpoczęcia strajku była sytuacja w Wyższej Szkole Inżynieryjnej w Radomiu, gdzie władze mianowały rektora Michała Hebdę bez wymaganych procedur i łamiąc zawarte porozumienia.

## Przyczyny strajku
Zmieniona wiosną 1981 ordynacja wyborcza faworyzowała prof. Hebdę. Efektem sporu o ordynację było usunięcie z Senatu uczelni przedstawicieli NSZZ „Solidarność” i Niezależnego Zrzeszenia Studentów. W efekcie 24 października 1981 Komisja Zakładowa NSZZ „Solidarność” ogłosiła strajk okupacyjny, który stał się najdłuższym strajkiem w Polsce oraz zarzewiem ogólnopolskiego strajku środowisk akademickich.
Mimo bojkotu wyborów przez opozycję, Senat dokonał ponownego wyboru prof. Hebdy na stanowisko rektora Wyższej Szkoły Inżynierskiej w Radomiu. Wybór ten został następnie zatwierdzony przez ministra nauki, szkolnictwa wyższego i techniki Jerzego Nawrockiego pomimo protestów Konferencji Rektorów Szkół Wyższych, Towarzystwa Popierania i Krzewienia Nauki oraz tzw. komisji czterech profesorów pod przewodnictwem Andrzeja Stelmachowskiego, która przybyła do Radomia, by wezwać prof. Hebdę do ustąpienia.
Gotowość strajkową ogłosiło środowisko akademickie w Lublinie, a także Akademia Medyczna w Warszawie, Politechnika Warszawska i SGGW. Senat Uniwersytetu Warszawskiego z rektorem Henrykiem Samsonowiczem wyraził dezaprobatę w stosunku do decyzji ministra.

## Kalendarium
- 17 października – ogłoszenie pogotowia strajkowego w WSI w Radomiu
- (1. dzień strajku) 26 października – rozpoczęcie strajku okupacyjnego
- (3. dzień strajku) 28 października – spotkanie delegacji strajkujących (Apuniewicz, Jezuita Starnawski) z delegacją WSI (Kajdas, Rodziewicz)
- (5. dzień strajku) 30 października – rektor Hebda zagroził zwolnieniem z pracy strajkujących pracowników; pierwsza Msza strajkujących celebrowana przez duszpasterza akademickiego ks. Jerzego Banaśkiewicza (odtąd odbywała się codziennie)
- (7. dzień strajku) 1 listopada – delegacja strajkujących złożyła kwiaty pod krzyżem w Parku im. Tadeusza Kościuszki, upamiętniającym ofiary protestujących podczas rewolucji 1905 roku
- (8. dzień strajku) 2 listopada – przybycie do strajkujących przedstawicieli mediów reżimowych
- (10. dzień strajku) 4 listopada – przedstawiciele Międzyzakładowej Komisji Regionalnej NSZZ „Solidarność” Ziemia Radomska podjęli rozmowy z delegacją rządową
- (14. dzień strajku) 8 listopada – Politechnika Łódzka (Senat oraz tamtejszy NZS) wezwała Hebdę do ustąpienia
- (19. dzień strajku) 13 listopada – Politechnika Szczecińska wyraziła poparcie dla strajku w radomskiej WSI, czym dołączyła do grona około 50 uczelni wspierających strajk; strajk poparł nawet komitet PZPR Politechniki Szczecińskiej
- (21. dzień strajku) 15 listopada – studenci studiów wieczorowych ogłosili bojkot zajęć
- (38. dzień strajku) 2 grudnia – WSI zablokowała wypłaty wynagrodzeń i stypendiów dla strajkujących; przewodniczący KK „Solidarności” Lech Wałęsa ogłosił pogotowie strajkowe w całym kraju
- (49. dzień strajku) 13 grudnia – wprowadzenie stanu wojennego; dziekan Wydziału Transportu radomskiej WSI Leszek Cegłowski w towarzystwie oddziału ZOMO i pojazdów opancerzonych wzywa do rozejścia się; koniec strajku i początek internowań
- 15 grudnia – premier Wojciech Jaruzelski przyjął dymisję ministra nauki i szkolnictwa wyższego Jerzego Nawrockiego
- Hebda, po rezygnacji ze stanowiska rektora WSI w Radomiu po 8 miesiącach urzędowania, podjął pracę na Uniwersytecie Technicznym w Magdeburgu

## Komitet Strajkowy z 16 października 1981
- Janusz Walasek – przewodniczący
- Witold Zamkowski – zastępca przewodniczącego
- Elżbieta Zahorska – członkini
- Jacek Mężyk – członek
- Witold Smyk – członek

## Strajkujący
- Instytut Automatyki i Elektroniki Transportu – 10 osób, m.in. Mirosław Luft i Jan Rejczak
- Instytut Teorii Konstrukcji Pojazdów i Urządzeń Transportowych – 19 osób
- Instytut Eksploatacji Taboru Kolejowego – 20 osób
- Instytut Ekonomiki i Organizacji – 7 osób
- Instytut Ekonomiki – 8 osób
- Instytut Ubezpieczeń i Prewencji – 16 osób, m.in. Zbigniew Kuźmiuk
- Instytut Budowy Maszyn – 9 osób, m.in. Karol Semik
- Instytut Matematyki i Fizyki – 8 osób
- Instytut Materiałoznawstwa Organicznego – 13 osób, m.in. Stanisław Banaszkiewicz
- Instytut Technologii Obuwia – 7 osób
- Studium Języków Obcych – 4 osoby
- Biblioteka Główna – 12 osób
- Centrum Informatyki – 12 osób
- Administracja Centralna – 7 osób
- Administracja nr 2 – 16 osób
- Administracja nr 3 – 15 osób
- Administracja nr 4 – 3 osoby
- Brygada Remontowa – 8 osób (Dział Transportu i Dział Techniczny)
- Laboratorium Uczelniano-Przemysłowe Obuwia – 15 osób
- Centrum Uczelniano-Przemysłowe – 35 osób
- studenci – 29 osób